# Křídlok

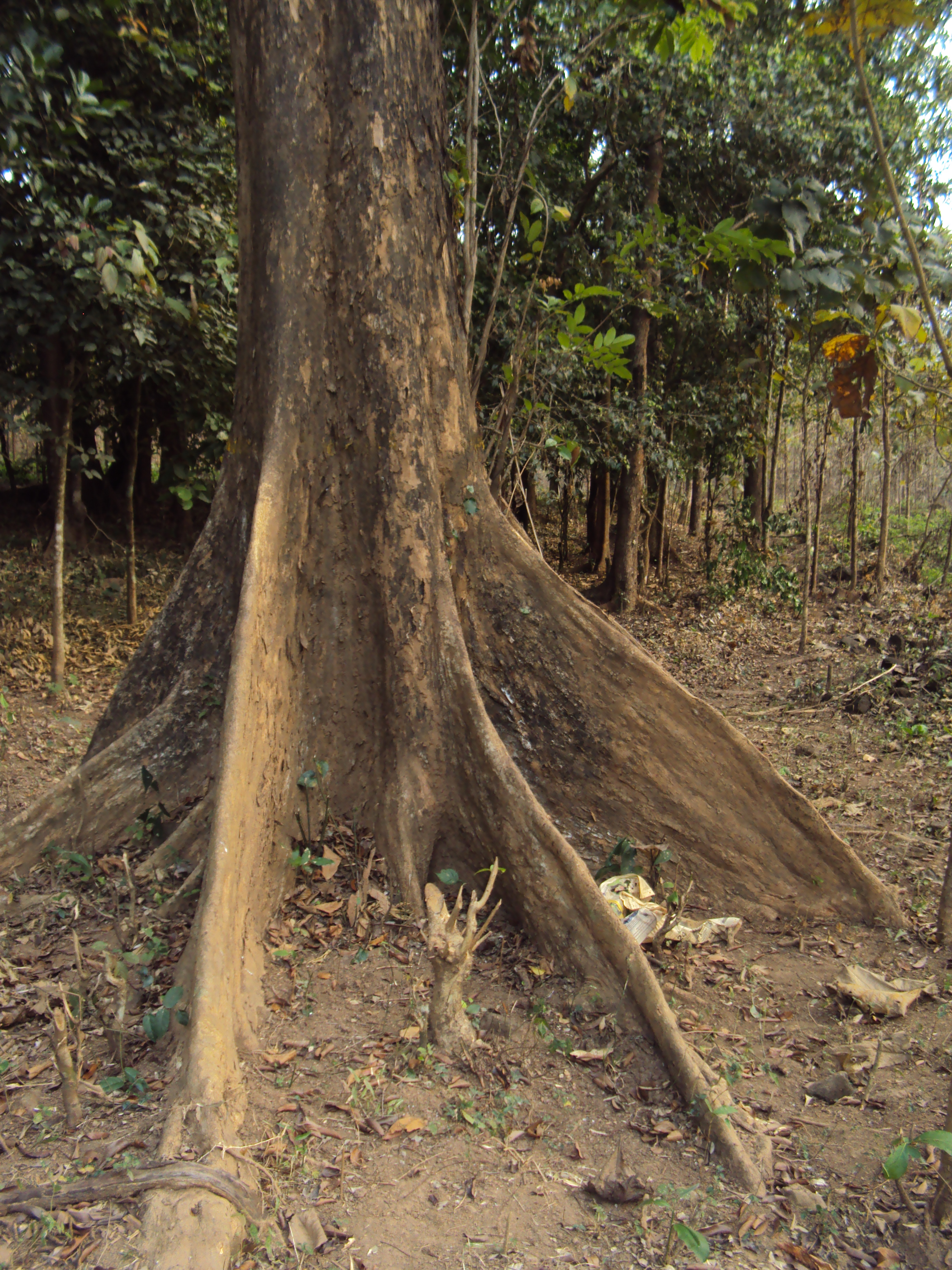
Opěrné pilíře u paty kmene Pterocarpus dalbergioides

Křídlok (Pterocarpus) je rod rostlin z čeledi bobovité. Jsou to stromy, často velmi vysoké a s opěrnými pilíři u paty kmene. Vyskytují se v tropech celého světa mimo Austrálie. Mají nápadné ploché okrouhlé plody se širokým křídlem. Některé druhy poskytují vyhledávané a vysoce ceněné dřevo.

## Popis
Zástupci rodu křídlok jsou středně velké až vysoké, opadavé nebo stálezelené stromy, u paty kmene často s opěrnými pilíři. Kůra je hladká nebo mělce až hluboce brázditá a vylučuje červenou pryskyřici. Koruna je obvykle deštníkovitého tvaru. Listy jsou střídavé, lichozpeřené, složené nejčastěji z 5 až 11 střídavých nebo řidčeji téměř vstřícných celokrajných lístků. Palisty jsou drobné, opadavé. Květy jsou poměrně malé, žluté až žlutooranžové, max. 2 cm dlouhé, motýlovité, v bohatých úžlabních hroznech nebo latách. Kalich je zakončen 5 drobnými zuby. Koruna je delší než kalich. Pavéza je vejčitá až okrouhlá, 10 až 19 mm dlouhá, na vrcholu lehce vykrojená, na bázi krátce nehetnatá, ve střední části s bělavou nebo fialovou kresbou. Křídla jsou okrouhle vejčitá až vejčitě oválná, 10 až 18 mm dlouhá, volná. Člunek je 10 až 15 mm dlouhý, ouškatý, na bázi až v polovině srostlý. Tyčinek je 10 a jsou jednobratré nebo dvoubratré. Semeník je stopkatý až přisedlý, se 2 až 7 vajíčky a nitkovitou zahnutou čnělkou nesoucí nenápadnou bliznu. Plody jsou ploché, nepukavé, okrouhlého tvaru, tenké nebo kožovité, kolem dokola se širokým pevným křídlem. Ve středu nebo po straně plodu je 1 až 3 podlouhlá či ledvinovitá semena.

## Rozšíření
Rod křídlok zahrnuje asi 35 až 40 druhů. Je rozšířen v tropech téměř celého světa s výjimkou Austrálie a Madagaskaru. Nejvíce druhů se vyskytuje v Africe. Druh P. santalinoides je rozšířen v tropické Africe i v tropické Americe. Křídloky nejčastěji rostou ve vlhkých tropických deštných lesích, na zaplavovaných půdách podél řek a lagun. Některé druhy rostou na suchých horských svazích.

## Obsahové látky
Dřevo asijských druhů Pterocarpus santalinus a P. dalbergioides obsahuje červené barvivo santalin a žlutý flavonoid santal. Jádrové dřevo Pterocarpus santalinus obsahuje terpenoidy eudesmol, pterokarpol, iso-pterokarpolon, kryptomeridiol, pterokarptriol a pterokarpdiolon. V kůře jsou obsaženy triterpenoidy – beta-ampyron, lupenon a deriváty lupeolu, v běli kyselina acetyl-oleanolová, aldehyd této kyseliny a erythrodiol. Jádrové dřevo P. dalbergioides obsahuje pterostilben, pterokarpin, liquiritigenin a isoliquiritigenin. Kořeny a jádrové dřevo křídloku vakovitého (Pterocarpus marsupium) obsahují isoflavonoidy, terpenoidy a tanniny. Mezi hlavní účinné látky tohoto druhu náleží epikatechin.

## Zástupci
- křídlok lékařský (Pterocarpus officinalis)
- křídlok vakovitý (Pterocarpus marsupium)

## Význam

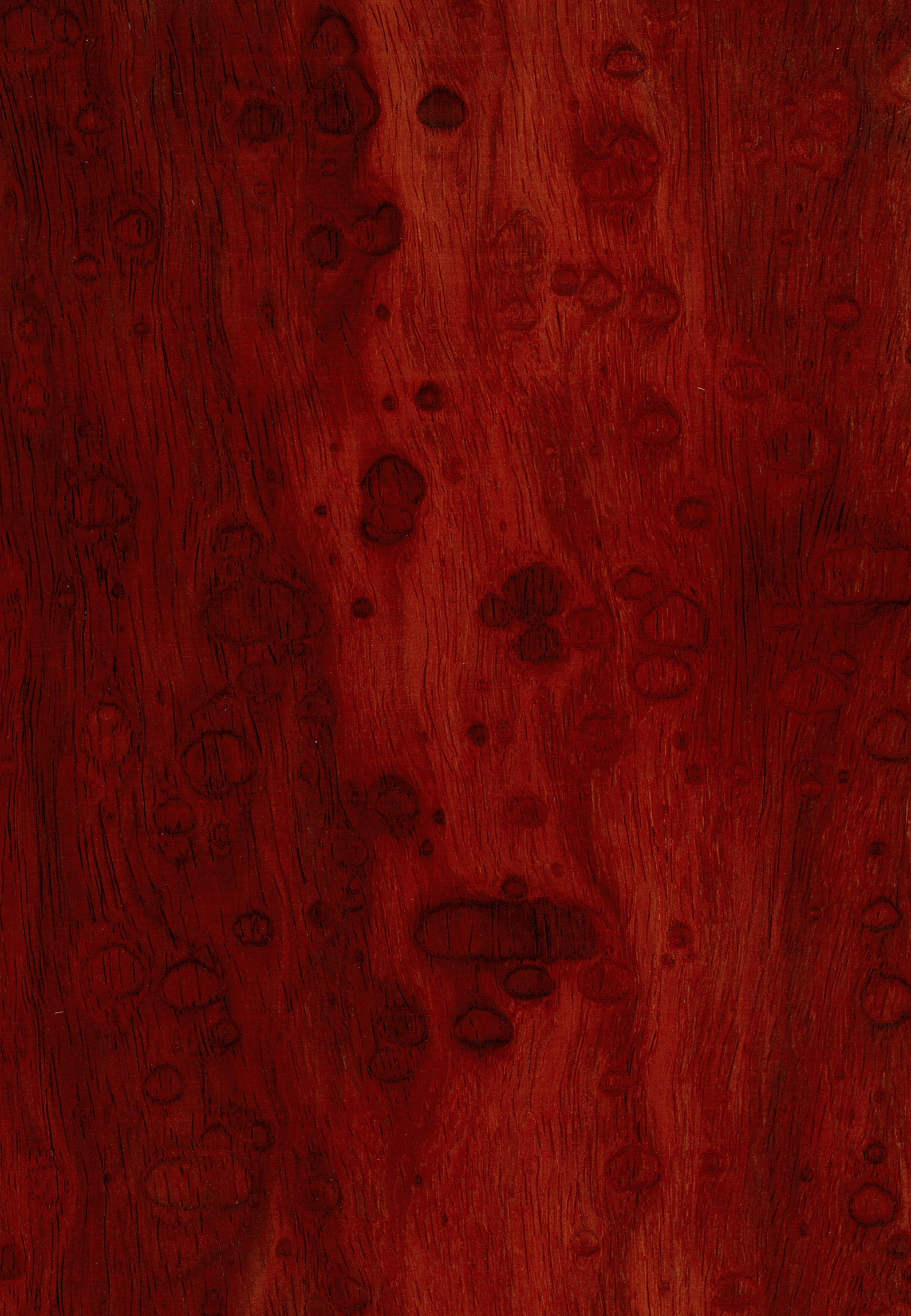
Dřevo Pterocarpus indicus

Některé africké a asijské druhy křídloků poskytují vyhledávané a ceněné dřevo. V tropické Africe je těžen zejména Pterocarpus soyauxii, jehož dřevo je známo pod názvem africký padouk. Mívá korálově červenou až červenohnědou barvu, je středně tvrdé, těžké a dobře se soustruží. Je ceněno např. na luxusní podlahy, neboť je velmi odolné proti otěru. V Evropě je toto dřevo používáno již od 17. století. Z dalších afrických druhů je těžen např. P. angolensis, jehož načervenalé dřevo, známé jako muninga, je používáno jako náhrada teakového dřeva.
Z asijských druhů má velmi atraktivní dřevo P. dalbergioides, pocházející z Andamanských ostrovů. Dřevo je obchodováno pod názvem padouk andaman a je používáno na luxusní nábytek, kulečníkové stoly, podlahy, držadla a podobně. Obdobné využití má i dřevo P. macrocarpus z Barmy a P. indicus z Indie. Dřevo P. indicus voní po růžích a je odolné proti termitům. Velmi podobné dřevo mají i druhy P. echinatus a P. blancoi. Křídlok vakovitý (Pterocarpus marsupium) je spolu s teakem a dalbergií nejčastěji pěstovanou indickou dřevinou.
Pryskyřice Pterocarpus draco, nazývaná v Latinské Americe sangre de draco (dračí krev), je hojně využívána v lidové medicíně a slouží k výrobě politur. Z některých druhů pterokarpů se získává pryskyřice, nazývaná kino. Tzv. malabarské kino poskytuje asijský křídlok vakovitý (Pterocarpus marsupium). Používá se k vydělávání jemných kůží, přibarvování vín a jako léčivo. Z afrických druhů poskytuje kino druh Pterocarpus erinaceus.
Celá řada druhů pterokarpů je používána v místní medicíně. V Indii slouží jako léčivo zejména druhy Pterocarpus dalbergioides, P. indicus, P. marsupium a P. santalinus. Pasta ze dřeva P. santalinus je aplikována zevně na spáleniny a bolesti hlavy, plody slouží při léčbě úplavice. Odvar ze dřeva Pterocarpus indicus je podáván při edémech a na žlučníkové kameny. Kino z kůry tohoto druhu je používáno na boláky a při průjmu. Kino z druhu P. marsupium má silně stahující účinky. V Barmě je používána kůra P. santalinus jako astringens při průjmech. Kořeny a kůra afrického P. angolensis jsou používány při ošetřování problémů s menstruací. Kůra P. rotundifolius je v Africe užívána k inhalacích při potížích s horními cestami dýchacími a při zvracení.
Některé druhy pterokarpů jsou pěstovány jako okrasné dřeviny, např. P. podocarpus ve Venezuele. V Zimbabwe se pěstují druhy P. echinatus, P. rotundifolius a P. sericeus, na Filipínách P. stevensonii.

## Přehled druhů a jejich rozšíření
- Pterocarpus acapulcensis – Střední a Jižní Amerika
- Pterocarpus albopubescens – Zaire
- Pterocarpus amazonum – Jižní Amerika
- Pterocarpus angolensis – tropická a jižní Afrika
- Pterocarpus antunesii – Angola, Zambie a Namibie
- Pterocarpus brenanii – Zambie
- Pterocarpus claessensii – Zambie
- Pterocarpus dalbergioides – Andamany
- Pterocarpus echinatus – ?
- Pterocarpus erinaceus – tropická Afrika
- Pterocarpus gilletii – Zaire
- Pterocarpus hockii – Zaire
- Pterocarpus homblei – Zaire
- Pterocarpus indicus – Indie a Čína až jihovýchodní Asie a Tichomoří
- Pterocarpus lucens – tropická Afrika
- Pterocarpus macrocarpus – Indie až Vietnam
- Pterocarpus marsupium – Indie, Nepál a Sri Lanka
- Pterocarpus mildbraedii – tropická Afrika
- Pterocarpus mutondo – Zaire
- Pterocarpus officinalis – Střední a Jižní Amerika
- Pterocarpus orbiculatus – Mexiko
- Pterocarpus osun – tropická Afrika
- Pterocarpus rohrii – Střední a Jižní Amerika
- Pterocarpus rotundifolius – tropická Afrika
- Pterocarpus santalinoides – tropická Afrika a tropická Amerika
- Pterocarpus santalinus – Indie, Sri Lanka
- Pterocarpus soyauxii – tropická Afrika
- Pterocarpus ternatus – Brazílie
- Pterocarpus tessmannii – Gabon, Zaire a Rovníková Guinea
- Pterocarpus tinctorius – tropická Afrika
- Pterocarpus velutinus – Zaire
- Pterocarpus villosus – Brazílie
- Pterocarpus violaceus – Brazílie
- Pterocarpus zehntneri – Brazílie
- Pterocarpus zenkeri – Kamerun